# ファティマの祈り
ファティマの祈り（ファティマのいのり）とは、カトリックの祈祷文。1917年、ポルトガルのファティマでの聖母出現の際、三人の牧童に対して聖母マリアがロザリオの各連の終わりにつけ加えるよう依頼したとされる祈り。そのためロザリオの祈りの各連につけ加えられることがある。

## 祈祷文

### 日本語

#### 文語
ああイエズスよ、我らの罪を赦し給え、我らを地獄の火より護り給え。
また、すべての霊魂、ことに主の御憐れみを最も必要とする霊魂を天国に導き給え。アーメン。

#### 口語
主イエス・キリスト、わたしたちの罪をゆるしてください。
わたしたちを滅びから救い、すべての人々、ことに御憐れみをもっとも必要としている人々を天国に導いてください。
アーメン。

### 英語
O my Jesus, forgive us our sins, save us from the fires of hell, lead all souls to Heaven, especially those most in need of Thy mercy. Amen. 

### ラテン語
Domine Iesu, dimitte nobis debita nostra, libera nos ab igne inferni, perduc in caelum omnes animas, praesertim eas, quae misericordiae tuae maxime indigent. Amen.

### ポルトガル語
Ó meu Jesus, perdoai-nos, livrai-nos do fogo do inferno; levai as almas todas para o Céu, e socorrei principalmente as que mais precisarem.